# Liste der Monuments historiques in Trondes
Die Liste der Monuments historiques in Trondes führt die Monuments historiques in der französischen Gemeinde Trondes auf.

## Liste der Immobilien
| Bezeichnung | Beschreibung                                                                                  | Standort                     | Kennzeichnung | Schutzstatus    | Datum     | Bild |
| ----------- | --------------------------------------------------------------------------------------------- | ---------------------------- | ------------- | --------------- | --------- | ---- |
| Ziegelei    | Ensemble aus Wohnhaus, Trockenhalle und Brennofen, bezeichnet 1846; nach Löschung abgebrochen | nordöstlich des Ortes (Lage) | PA00106421    | Classé gelöscht | 1983 2006 |      |